# 塔努瓦
塔努瓦（法語：Tannois，法語發音：[tanwa]）是法国默兹省的一个市镇，属于巴勒迪克区。

## 地理
塔努瓦（48°43'33"N, 5°13'49"E）面积13.34 平方千米，位于法国大東部大區默兹省，该省份为法国西北部内陆省份，北与比利时接壤，西接马恩省和阿登省，南至上马恩省和孚日省，东临默尔特-摩泽尔省。
与塔努瓦接壤的市镇（或旧市镇、城区）包括：盖尔蓬、巴鲁瓦地区隆日维尔、蒙普洛讷、大楠村、锡尔蒙。

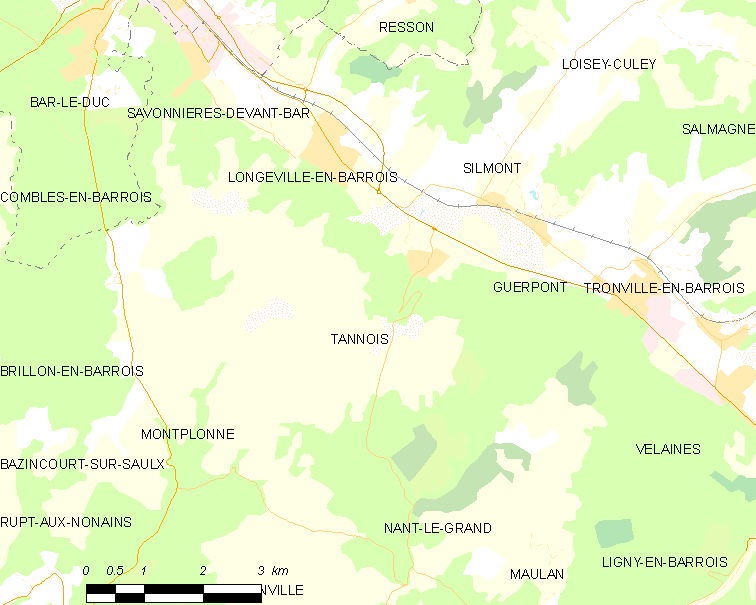
塔努瓦的OSM定位图

塔努瓦的时区为UTC+01:00、UTC+02:00（夏令时）。

## 行政
塔努瓦的邮政编码为55000，INSEE市镇编码为55504。

## 政治
塔努瓦所属的省级选区为昂塞维尔县。

## 人口

1962-2008年间塔努瓦人口变化图示

塔努瓦于2022年1月1日时的人口数量为389人。